# The Young and the Hopeless
The Young and the Hopeless – drugi album studyjny pop-punkowego zespołu Good Charlotte. Pochodzą z niego single Lifestyles of the Rich and Famous, The Anthem, Girls & Boys, The Young and the Hopeless i Hold On. Zdobył rozgłos na całym świecie – także dzięki temu, że bliźniacy Joel i Benji prowadzili wówczas program w MTV – i znalazł około 4 miliony nabywców.

## Lista utworów
1. A New Beginning 1:48
2. The Anthem 2:55
3. Lifestyles of the Rich and Famous 3:10
4. Wondering 3:31
5. The Story of My Old Man 2:42
6. Girls & Boys 3:02
7. My Bloody Valentine 3:54
8. Hold On 4:07
9. Riot Girl 2:17
10. Say Anything 4:21
11. The Day That I Die 2:58
12. The Young and the Hopeless 3:35
13. Emotionless 4:02
14. Movin' On 3:26

## Najwyższe miejsca na listach
Album
| Rok  | Lista               | Pozycja |
| ---- | ------------------- | ------- |
| 2002 | Billboard 200       | 7       |
| 2002 | Top Internet Albums | 7       |
| 2002 | U.K. Albums Chart   | 15      |

Single
| Rok  | Singel                              | Lista                    | Pozycja |
| ---- | ----------------------------------- | ------------------------ | ------- |
| 2002 | "Lifestyles of the Rich and Famous" | Modern Rock Tracks       | 11      |
| 2002 | "Lifestyles of the Rich and Famous" | Billboard Hot 100        | 20      |
| 2002 | "Lifestyles of the Rich and Famous" | Top 40 Mainstream        | 6       |
| 2002 | "Lifestyles of the Rich and Famous" | Top 40 Tracks            | 11      |
| 2003 | "Lifestyles of the Rich and Famous" | Adult Top 40             | 38      |
| 2003 | "Lifestyles of the Rich and Famous" | Australian Singles Chart | 11      |
| 2003 | "Lifestyles of the Rich and Famous" | U.K. Singles Chart       | 8       |
| 2003 | "Girls & Boys"                      | MuchMusic Contundown     | 1       |
| 2003 | "Girls & Boys"                      | The Billboard Hot 100    | 48      |
| 2003 | "Girls & Boys"                      | Top 40 Mainstream        | 10      |
| 2003 | "Girls & Boys"                      | Top 40 Tracks            | 25      |
| 2003 | "Girls & Boys"                      | U.K. Singles Chart       | 6       |
| 2003 | "Girls & Boys"                      | Australian Singles Chart | 33      |
| 2003 | "The Anthem"                        | Modern Rock Tracks       | 10      |
| 2003 | "The Anthem"                        | The Billboard Hot 100    | 43      |
| 2003 | "The Anthem"                        | Top 40 Mainstream        | 11      |
| 2003 | "The Anthem"                        | Top 40 Tracks            | 23      |
| 2003 | "The Anthem"                        | Australian Singles Chart | 14      |
| 2003 | "The Anthem"                        | U.K. Singles Chart       | 10      |
| 2003 | "The Young and the Hopeless"        | Modern Rock Tracks       | 28      |
| 2003 | "The Young and the Hopeless"        | U.K. Singles Chart       | 34      |
| 2004 | "Hold On"                           | Billboard Hot 100        | 63      |
| 2004 | "Hold On"                           | Top 40 Mainstream        | 17      |
| 2004 | "Hold On"                           | Top 40 Tracks            | 31      |
| 2004 | "Hold On"                           | U.K. Singles Chart       | 34      |